# Veroli Basket
El Veroli Basket fue un equipo de baloncesto italiano con sede en la ciudad de Veroli, en provincia de Frosinone, Lacio. Disputaba sus partidos en el Palazzetto Città di Frosinone, con capacidad para 2800 espectadores.

## Historia
El club se funda en 1967, jugando en categorías inferiores hasta 2003, cuando asciende a la Serie B2, y al año siguiente a la B1. En 2007 asciende a la Legadue, ganando en 2009 la Copa de Italia de la categoría.

## Palmarés
- Copa de Italia de Legadue
  - Campeón 2009, 2010, 2011
- Segundo liga regular Legadue: 2009, 2010
- Finalista Play-Offs Legadue: 2010
- Semifinalista Legadue: 2011
- Finalista B1: 2007

## Jugadores destacados
- Jerome Allen